# Poursay-Garnaud
Poursay-Garnaud – miejscowość i gmina we Francji, w regionie Nowa Akwitania, w departamencie Charente-Maritime.
Według danych na rok 1990 gminę zamieszkiwało 236 osób, a gęstość zaludnienia wynosiła 45 osób/km² (wśród 1467 gmin regionu Poitou-Charentes Poursay-Garnaud plasuje się na 766. miejscu pod względem liczby ludności, natomiast pod względem powierzchni na miejscu 1061.).